# Arbellara
Arbellara (en cors Arbiddara) és un municipi francès, situat a la regió de Còrsega, al departament de Còrsega del Sud. L'any 2007 tenia 152 habitants.

## Demografia
| 1962 | 1968 | 1975 | 1982 | 1990 | 1999 | 2007 |
| ---- | ---- | ---- | ---- | ---- | ---- | ---- |
| 155  | 162  | 153  | 137  | 120  | 111  | 152  |

## Administració
| Període   | Identitat                | Partit | Qualitat |
| --------- | ------------------------ | ------ | -------- |
| 2001-2008 | Michèle Rotily Forcioli  |        |          |
| 2008-     | Marie-Antoinette Carrier |        |          |